# Majak
Majak, teljes nevén Majak Termelési Egyesülés (oroszul Производственное объединение «Маяк» [Proizvodsztvennoje objegyinyenyije Majak], korábbi nevei Kombinát–817, Bázis–10, Mengyelejev Állami Vegyiművek, PO 21, Majak Vegyi Kombinát) nukleáris fűtőanyag termelését és újrafeldolgozását végző üzem Oroszország Cseljabinszki területén, az ozjorszki zárt közigazgatási egységben. 1994 előtt Ozjorszk várost Cseljabinszk–40, illetve Cseljabinszk–65 néven illették. Napjainkban a Roszatom része.

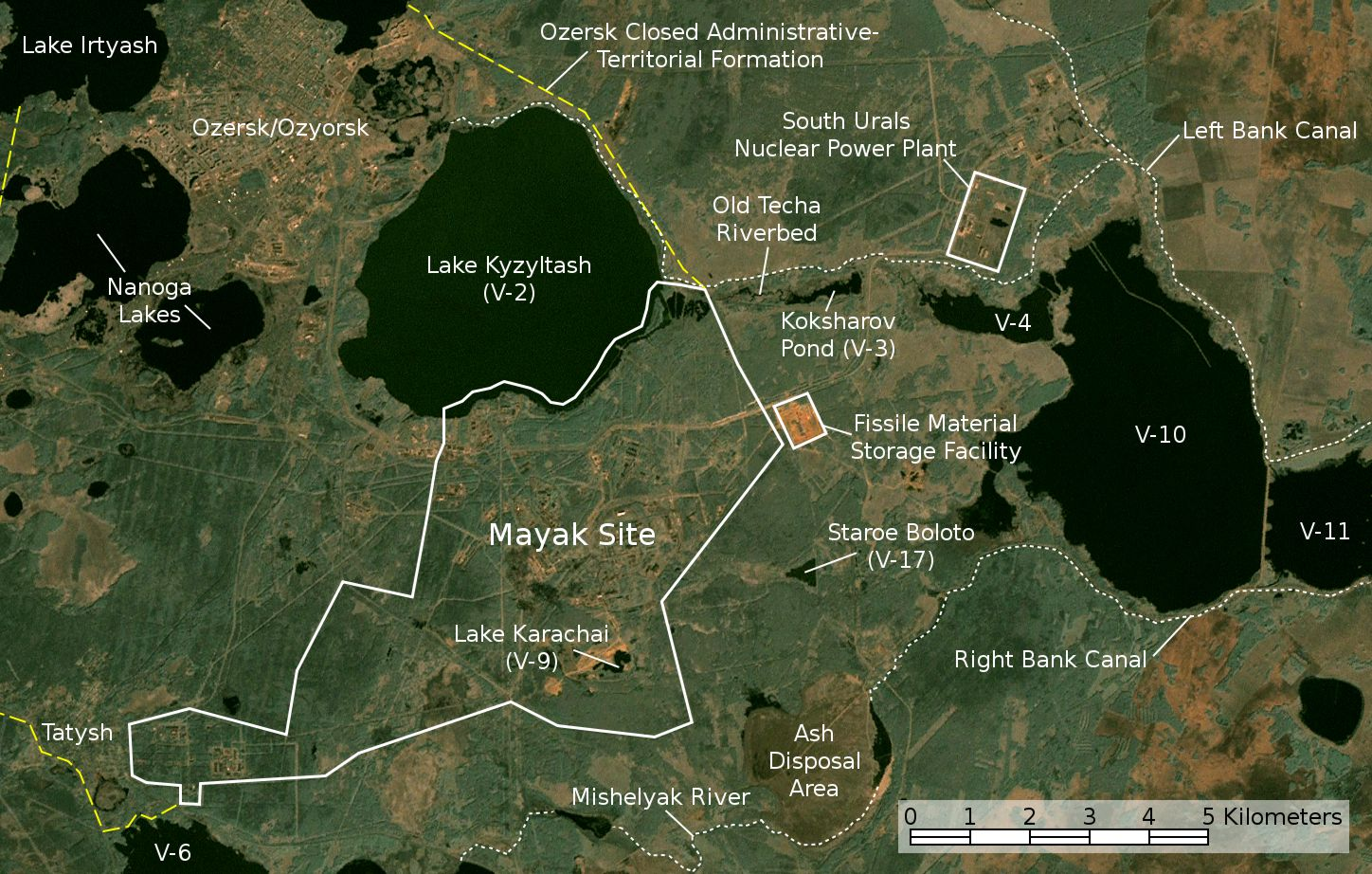
Műholdkép a Majak környékéről

## Története

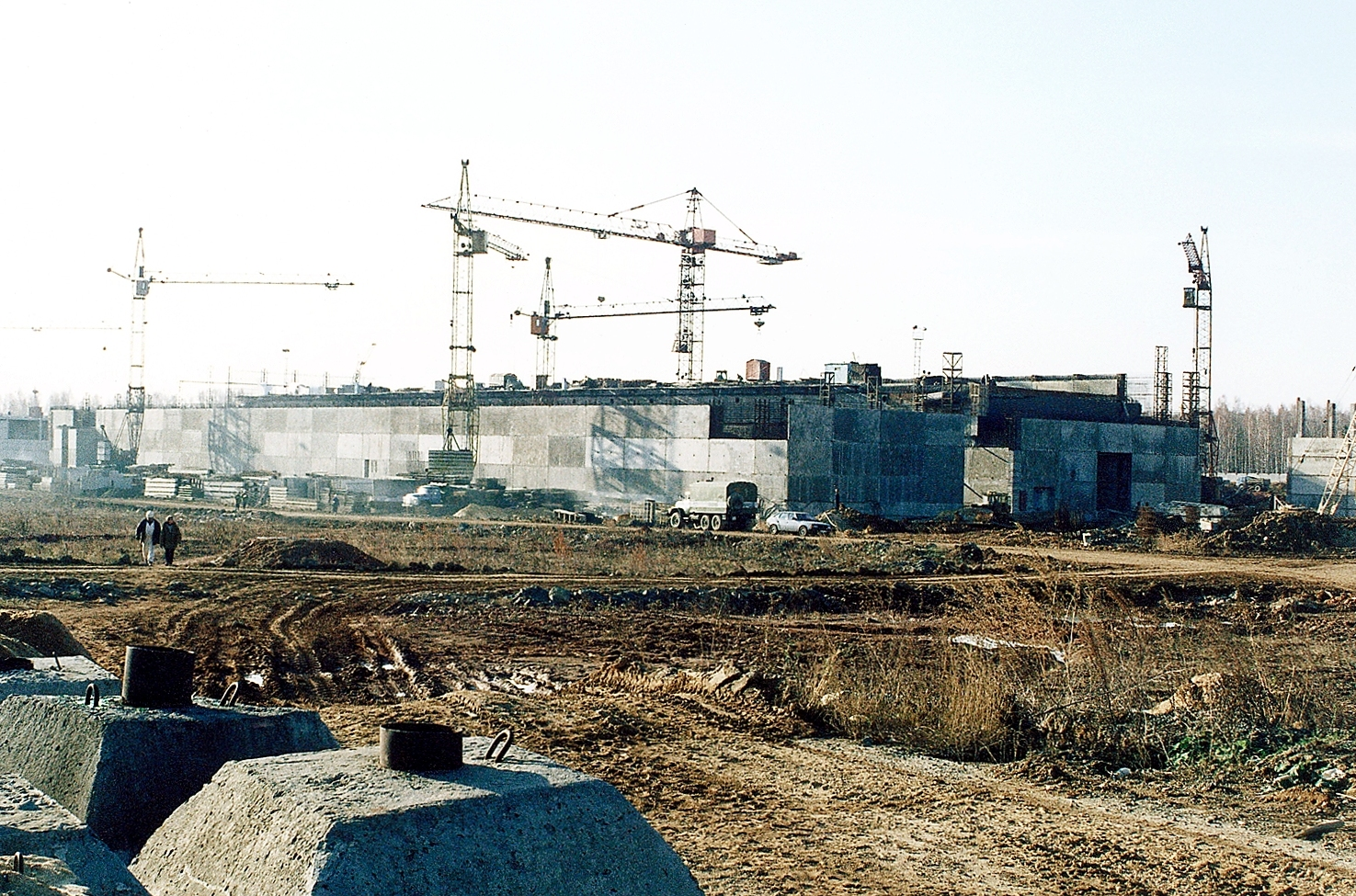
A Majak hasadóanyag-raktára

A Majak komplexum építésének munkálatai 1945 augusztusában kezdődtek. Az első, "A" jelű urándúsító reaktor teljes üzembe helyezésére 1948. június 19-én került sor. A cél a szovjet nukleáris fegyverekhez szükséges plutónium előállítása volt. A reaktorban kapott dúsított uránt a telep radiokémiai üzemében radioaktív bomlástermékekkel együtt föloldották, majd az így nyert plutóniumot a metallurgiai-kémiai üzemben tisztították. 1949. április 29-ére gyűlt össze elegendő mennyiségű plutónium az első szovjet atombomba, az RDSZ–1 megépítéséhez. Az első után további öt reaktor épült 1950 és 1952 között. 
Az 1960-as évek elején a vállalat radioaktív hulladékot feldolgozó és radioaktív izotópok előállítására alkalmas üzemek építésébe kezdett, s később a hulladékfeldolgozás és az izotópok előállítása váltak elsődleges feladataivá. A plutóniumtermelést a komplexum 1990-ben szüntette be.
A létesítmény összterülete meghaladja a 90 km²-t. Központja, a biztonsági zóna azonban a reaktorokkal együtt sem haladja meg az egy hektárt. A létesítmény egy része a föld alatt kapott helyet.
Az üzem fénykorában 17 000 embert foglalkoztatott. A területen napjainkban többek között egy újrafeldolgozó-létesítmény és hét atomreaktor található, közülük kettő üzemképes állapotban van ma is. Ezen kívül rendelkezik egy atomhulladék-lerakóval is.
2003. január 1-jén a létesítmény üzemeit a lakossági tiltakozások miatt bezárták. A hulladék elhelyezésére szolgált szomszédos Karacsáj-tó ma a Föld legerősebben szennyezett helyei közé tartozik.

## Környezetszennyezése
A „vegyi” üzem fennállása alatt több baleset is történt, aminek következtében nagy mennyiségű radioaktív anyag szabadult fel. Ezek között említést érdemel az 1957-es Kistim-tragédia, amely azzal véste be magát a nukleáris katasztrófák közé, hogy az okozott kár és nukleáris szennyezés felülmúlta a csernobili katasztrófát, valamint a totális katasztrófába fulladt amerikai Castle Bravo kódnevű csendes-óceáni tesztrobbantást is.
2017 októberében Ruténium-106 izotóp került a levegőbe a Majak újrafeldolgozó létesítményből, és Kelet-Európa nagy részét beborította. Az oroszok kezdettől fogva tagadták, hogy innen származott volna a sugárzó szennyeződés, de később nyugati vizsgálatok mégiscsak ezt valószínűsítették.

### Vízszennyezés
A szovjet tervek a kezdetektől fogva mellőzték a radioaktív anyagokra vonatkozó biztonsági előírásokat és figyelmeztetéseket. Ezzel emberek tízezreit tették ki a radioaktivitás veszélyeinek. A Tyecsa folyó vizét közvetlenül a reaktormagba vezették annak hűtésére, majd súlyosan szennyezett formában visszavezették a radioaktívvá vált hűtővizet a folyóba. A Tyecsa egy 120 000 fős régió ivóvízbázisa, és egyébként az Ob folyóba ömlik. Ez és egy másik körülmény vezetett a hosszan elnyúló szennyezéshez.
Később a szomszédos Karacsáj-tóba vezették a hűtővizet. Az 1968-as évi kiszáradáskor a Karacsáj-tóban leülepedett, kiszáradt, súlyosan szennyezett iszapot felkapta a szél és kb. 25 000 km²-nyi területen radioaktív szennyeződésével együtt szétszórta.

## A kistimi atomkatasztrófa
A feldolgozási folyamat maradványa nem más mint savak és hasonló vegyszerek, melyek radioaktív nuklidokat nagy mennyiségben tartalmaznak. Ezeket a feldolgozáskor visszamaradó vegyületeket egy nagy tartályban gyűjtik össze.
A radioaktív bomlás miatt az anyagok hőt termelnek – ezért a tartályt folyamatosan hűteni kell. Miután az 1956-os évben az egyik ilyen 250 köbméteres lezárt tartály hűtővezetéke meglazult, majd a hűtés leállt, a tartály belső tartalma elkezdett kiszáradni. 1957. szeptember 29-én a kikristályosodott nitrátsók egy ellenőrző berendezés elektromos szikrájától berobbantak (tehát egy vegyi és nem egy nukleáris robbanás történt), így nagy mennyiségű radioaktív anyag szabadult fel: hosszú felezési idejű izotópok, mint stroncium-90, cézium-137 és plutónium. 
A robbanás olyan látványos volt, hogy szemtanúk vallomásai alapján még több száz kilométerről is látható volt, a korabeli szovjet hivatalos sajtó távoli villámlásként illetve északi fényként magyarázta. A robbanás által felszabadult radioaktív felhő 400 kilométerre északkeleti irányba szállította a szennyezést. A katasztrófa következményeként körülbelül 1 millió curie radioaktív anyag szabadult fel és szóródott-terült szét kb. 20 000 négyzetkilométernyi területen.
A baleset idején az akkor Cseljabinszk–40 nevű zárt település (napjainkban: Ozjorszk) nem szerepelt a térképeken, ezért az esemény a legközelebbi ismert város után kistimi katasztrófa néven ismert.

### Majak és Csernobil
A média tájékoztatása az 1986-os csernobili atomkatasztrófa kapcsán sokkal szélesebb körűnek bizonyult, így többet tudunk róla ma, mint a Majak-balesetekről, és ezért Csernobilt nevezzük legtöbbször a „legsúlyosabb nukleáris katasztrófának”. Mivel a szennyezés az Urál régióira korlátozódott, így nem is volt a nyugat számára mérhető ezen balesetekből származó radioaktivitás. Egészen az utóbbi évekig a Majakban történt balesetekről nem értesülhetett a világ. Több információ csak Gorbacsov 1980-as évekbeli nyugat felé irányuló nyitása után vált elérhetővé.
A kiáramlott radioaktív anyag tekintetében a majaki szennyezés 8·1017, illetve 4·1018 Bq, ami duplája a csernobili katasztrófának. A másik különbség, hogy míg Csernobilban a szennyezés jórészt helyi és regionális volt és a lakosságot jórészt evakuálták, addig Majakban a felhő nagy területen szórta szét a szennyeződést és a lakosságnak csak kis részét evakuálták és őket is több éven keresztül tartó kitelepítés formájában. Az akkori politikai és katonai vezetők nagyon kevés információt osztottak meg a lakossággal.

## Külső hivatkozások
- A review on criticality accidents by the Los Alamos National Laboratory (Az Oak Ridge Associated Universities honlapja) (angolul)